# Live in Japan (Vader)
Live in Japan è un album live della band death metal Vader, pubblicato il 30 novembre 1998.

## Tracce
1. Damien (Intro)
2. Sothis
3. Distant Dream
4. Black to the Blind
5. Silent Empire
6. Blood of Kingu
7. Carnal
8. Red Passage
9. Panzerstoss (Intro)
10. Reborn in Flames
11. Fractal Light
12. From Beyond (Intro)
13. Crucified Ones
14. Foetus God
15. Black Sabbath (Black Sabbath cover)
16. Raining Blood (Slayer cover)
17. Omen (Intro)
18. Dark Age

## Formazione
- Piotr "Peter" Wiwczarek - chitarra e voce
- Leszek "Shambo" Rakowski - basso
- Maurycy "Mauser" Stafanowicz - chitarra
- Krysztof "Doc" Raczkowski - batteria